# ストリーミング1億回再生
ストリーミング1億回再生（ストリーミング1おくかいさいせい）とは、楽曲が音楽ストリーミングサービスで累計1億回再生されること。日本の音楽シーンにおいては、ヒット曲の指標として使われる。

## 概要
Apple MusicやSpotifyなどのサブスクリプション（サブスク）型音楽ストリーミングサービスで音楽を聴くことが普及した2010年代後半以降、楽曲がヒットしたことを示す指標はCD売上枚数に代わり、ストリーミング再生回数に変化している。音楽ジャーナリストの柴那典は、2020年に「ヒット曲の生まれる場所がCDからサブスクリプション型のストリーミングサービスへと完全に移行した」と述べている。
音楽チャート大手のビルボードジャパンは2017年10月以降、オリコンは2018年12月以降ストリーミングでの楽曲再生回数を集計しており、ストリーミング1億回を超えた楽曲を公表しているほか、日本レコード協会（RIAJ）は2020年4月度からストリーミング1億回を超えた楽曲に対してプラチナ認定を与えている（認定最上位はストリーミング10億回を超えた楽曲に与えられるダブル・ダイヤモンド認定）。
| 認定ランク           | 累計ストリーム数 |
| -------------------- | ---------------- |
| ゴールド             | 5000万回         |
| プラチナ             | 1億回            |
| ダブル・プラチナ     | 2億回            |
| トリプル・プラチナ   | 3億回            |
| ダイヤモンド         | 5億回            |
| ダブル・ダイヤモンド | 10億回           |

TBS系列の音楽番組『CDTVライブ!ライブ!』では、ストリーミング再生回数が1億回を突破した楽曲を「億超えソング」として特集している。
2025年5月現在、日本国内アーティストで最も再生された楽曲はYOASOBIの「夜に駆ける」で、ビルボードジャパン集計では12億回、オリコン集計では10億回を突破している。
また、ビルボードジャパン及びオリコンチャートにおけるストリーミング1億回再生突破の最速記録は、登場5週目に突破したYOASOBI「アイドル」（2023年5月17日記録）となっている。
音楽ストリーミングサービスの利用者の増加に伴い、「1億回」の基準を超える楽曲の数は年々増加している。ビルボードジャパンの集計では、2019年6月にあいみょん「マリーゴールド」が日本国内アーティストとして初の達成楽曲となり、2019年には7曲が1億回を達成した。翌2020年には32曲に増加、2021年9月時点で100曲、2023年5月時点で200曲、2024年12月時点で300曲を超えている。また、オリコンの集計では、2019年12月にOfficial髭男dism「Pretender」が初の達成楽曲となり、2025年3月時点で500曲を突破している。
なお、一部サービスにおける「再生数キャンペーン」でのファンダムによる再生回数の水増し行為への対策として、ビルボードジャパンは一部サービスでの再生回数が本来の市場シェアから大きく乖離する場合、実再生回数ではなく独自の係数による計算式によって再生回数を算出している。

## 備考
- 各社のストリーミングチャートにおける集計対象サービスは以下の通り。（2023年8月時点）
  - ビルボードジャパン：Amazon Music、Apple Music、AWA、うたパス、HMVmusic、KKBOX、LINE MUSIC、Rakuten Music、Spotify、TOWER RECORDS MUSIC、dヒッツ、YouTube Music（一部サービスのデータに対して無料ストリーミングと有料ストリーミングで異なる係数を乗じて集計[20]）
  - オリコン：Amazon Music、Apple Music、AWA、KKBOX、LINE MUSIC、Rakuten Music、Spotify、TOWER RECORDS MUSIC、YouTube、YouTube Music（有料再生…再生数1回、広告モデル再生…再生数1/3回、Prime Music再生…再生数1/2回で集計[21]）
- YouTubeのミュージックビデオ再生回数がヒット曲の指標として扱われる場合がある。日本国内アーティストで最も視聴されたミュージックビデオは米津玄師の「Lemon」で、2025年7月現在、累計再生回数は9億回を超えている[22]。